# Урсул
Урсу́л (в верховьях Ело, Большой Аргем) — река в России, протекает по территории Онгудайского и Усть-Канского районов Республики Алтай, левобережный приток Катуни.

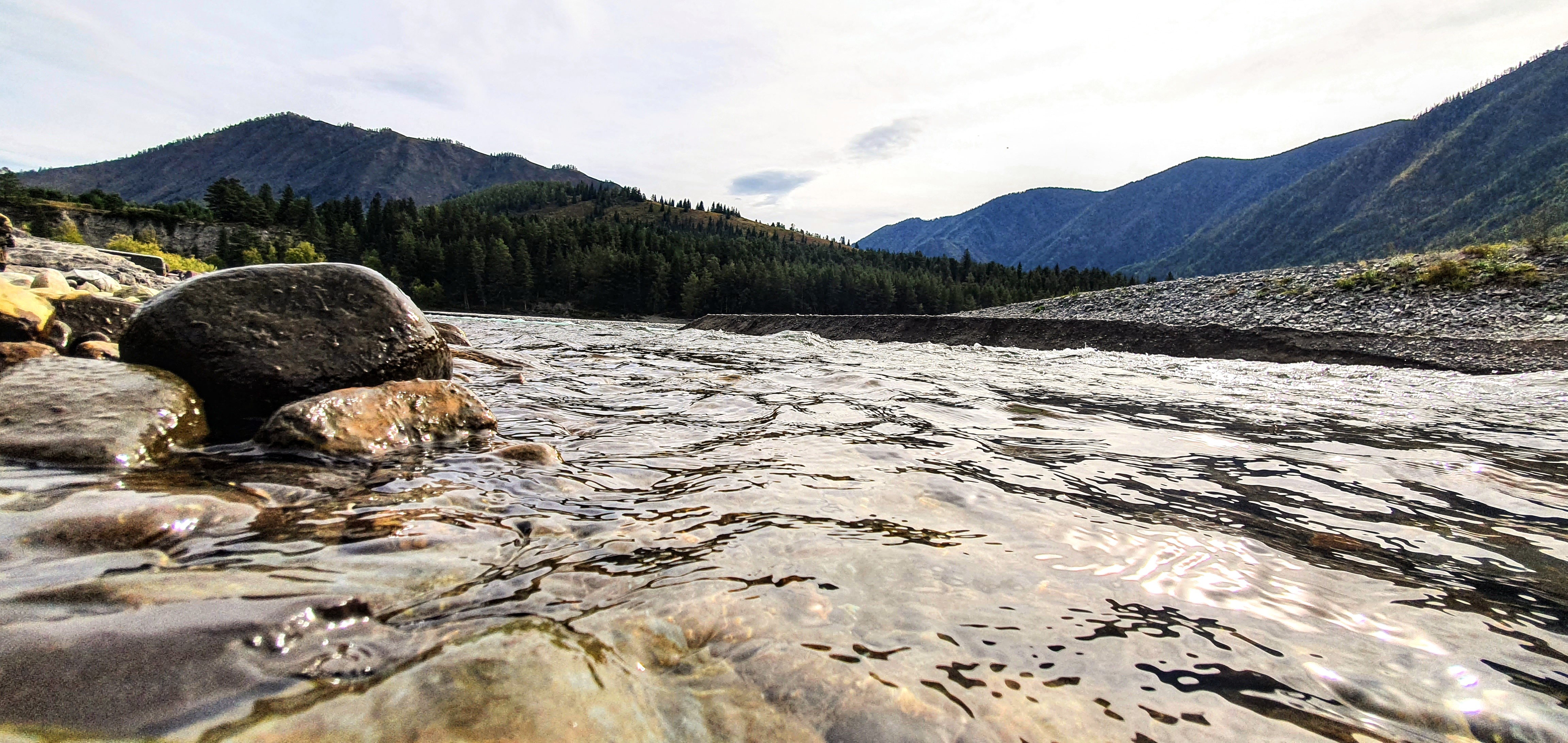
Река Урсул

## Физико-географическая характеристика

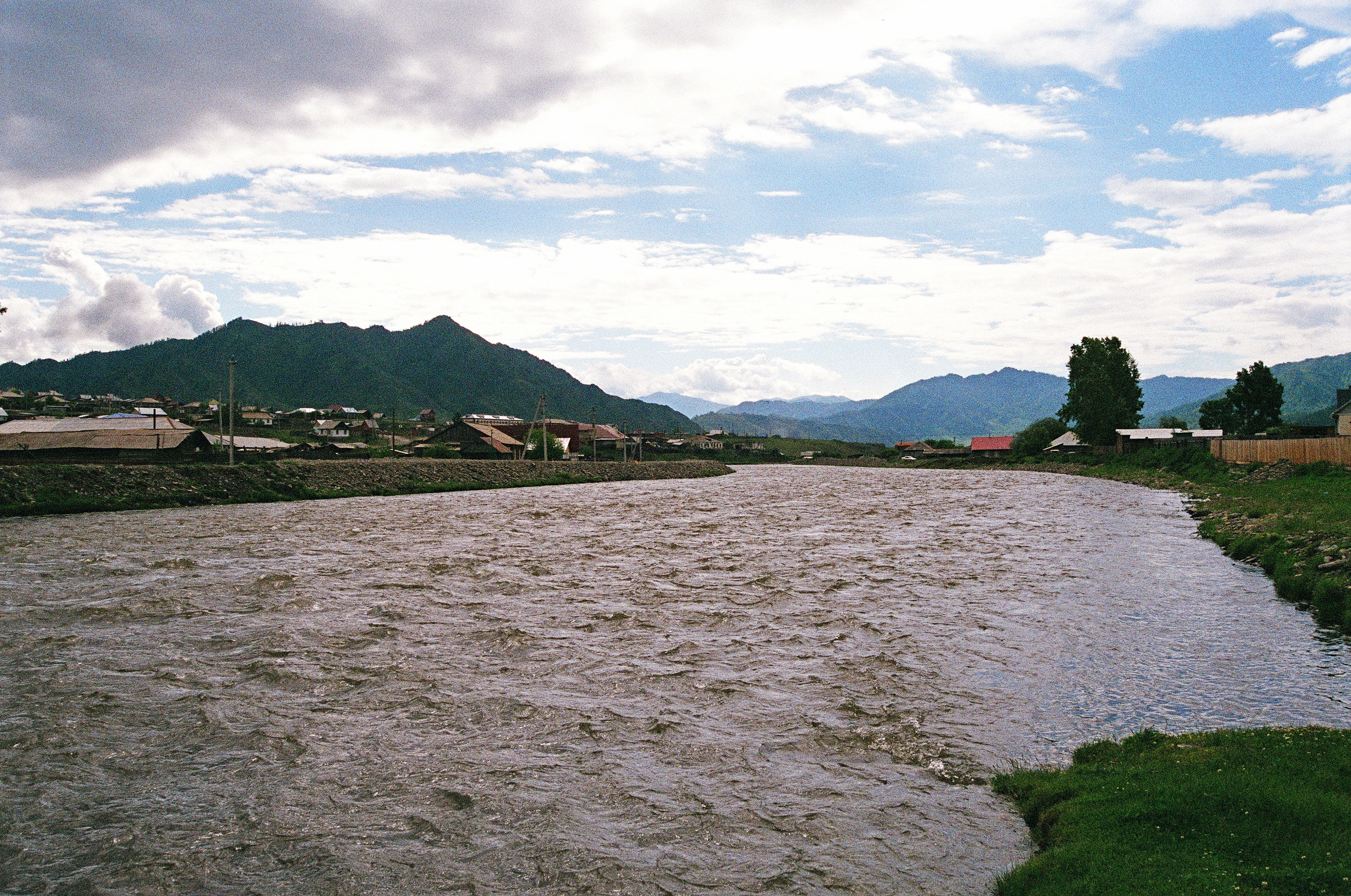
Онгудай. Река Урсул.

Урсул берёт начало на склонах Теректинского хребта. Длина реки — 119 км, площадь водосборного бассейна — 3710 км². Питание преимущественно дождевое. Среднегодовой расход воды в районе села Онгудай (32 км от устья) составляет 16,8 м³/с.
В верхнем течении — небольшая горная речка. В среднем течении — между сёлами Туекта и Улита — спокойная река, протекающая по межгорной котловине. В нижнем течении протекает в живописном каньоне, где является пригодной для спортивного сплава. Маршрут Урсул — Катунь (4 категория сложности) является одним из самых популярных в Горном Алтае.

## Археологические находки
Берега Урсула на протяжении тысячелетий были обжиты многочисленными племенами, которые оставили после себя множество курганов и захоронений различного размера. В курганах были найдены вещи, которые «могли пригодиться в загробной жизни»: каменная колотушка, костяные лопаточки, посуда, курильница. Из украшений обнаружен костяной перстень и медные височные кольца, а также амулеты — кости ястреба и кости яка. Как было установлено по костным останкам, древние люди отличались высоким ростом, крепким телосложением, широким лбом и резко выделяющимся носом. Большинство исследованных погребений каракольской культуры расположены по берегам Урсула и его притоков.
По берегам Урсула сохранились остатки древних оросительных каналов.
В верховьях реки Урсул, на территории Онгудайского района, находится многослойная стоянка Кара-Бом с палеолитическими и мустьерскими горизонтами, существовавшими в период с 77,2 тыс. л. н. до 33 тыс. лет назад. Напротив устья Каракола находится многослойная палеолитическая стоянка Усть-Каракол, археологические и палеонтологические материалы из аллювиальных осадков которой, выполняющих основание разреза, датируются второй половиной среднего плейстоцена (282—133 тыс. л. н.), индустрия кара-бомовского варианта относится к первой половине верхнего плейстоцена (120—50 тыс. л. н.), а усть-каракольская индустрия — к верхнему палеолиту (50—40 тыс. лет назад).

## Притоки
(км от устья)
- Чёрная (пр)
- 17 км: Малый Ильгумень (пр)
- Идегем (лв)
- 24 км: Улюта (пр)
- Кургайра (лв)
- Карешкан (пр)
- 30 км: Талда (лв)
- Онгудайка (пр)
- 39 км: Шебелик (пр)
- 40 км: Шашикман (лв)
- 45 км: Курата (лв)
- 50 км: Каракол (пр)
- 59 км: Туэкта (лв)
- 64 км: Шибелик (пр)
- 65 км: Талда (лв)
- 74 км: Теньга (лв)
- Нижний Тюмичин (пр)
- Верхний Тюмичин (пр)
- 86 км: Каерлык (пр)
- 89 км: Табатай (лв)
- Донгулюк (лв)
- Тяндюла (лв)
- 105 км: Тархата (пр)
- Березок (лв)
- 114 км: Угар
- Тохой (пр)
- Малый Аргем (пр)

## Данные водного реестра
По данным государственного водного реестра России относится к Верхнеобскому бассейновому округу, водохозяйственный участок реки — Катунь, речной подбассейн реки — Бия и Катунь. Речной бассейн реки — (Верхняя) Обь до впадения Иртыша.